# Guerilla Open Access Manifesto
Guerilla Open Access Manifesto – dokument opublikowany w 2008 przez amerykańskiego programistę i aktywistę Aarona Swartza, postulujący przemiany w nauce w duchu radykalnego wolnego dostępu. Jego głównym założeniem było dążenie do zniesienia barier ograniczających dostęp ogółu ludzkości do publikacji naukowych i innych tekstów kultury. Swartz jako autor manifestu i działacz skupiał się głównie na walce z procederem blokowania szerokiego dostępu do artykułów naukowych.

## Kontekst historyczny
W latach 70. naukowcy z Bell Laboratories udostępnili możliwość użycia protokołu transferu plików (ftp), co dało naukowcom możliwość wymieniania się dostępem do plików komputerowych na odległość. Później możliwości transferu informacji wzrosły za sprawą rozwoju World Wide Web w latach 80.
Początki kontaktów między naukowcami przez sieć oparte były całkowicie na zasadach wolnego dostępu; udostępniali oni między sobą wyniki swoich badań i inne informacje w ramach współpracy naukowej; materiały te, z racji niewielkiej ilości użytkowników Internetu, pozostawały w zasięgu wąskiej grupy osób. Wraz z globalizacją nauki i rozpowszechnieniem użycia Internetu coraz szersze spektrum odbiorców, już nie tylko ze sfery instytucjonalnej nauki, mogło uzyskać dostęp do zdeponowanych w sieci danych. Największymi zbiorami artykułów naukowych (preprintów) w wolnym dostępie były wówczas repozytoria ArXiv7 (założone w 1991) oraz Citeseer8. Równocześnie coraz więcej periodyków naukowych, równolegle z wydaniami tradycyjnymi, zaczynało publikować swoje numery w formie elektronicznej.
Rozwój sieci oznaczał bezprecedensowe ułatwienie w kopiowaniu i rozpowszechnianiu informacji. Mimo tej przemiany technologicznej, przeważająca część wytworów nauki i kultury, w tym czasopism naukowych, pozostała niedostępna dla ogółu użytkowników sieci, między innymi ze względu na przepisy prawa autorskiego. Najważniejsze konsorcja wydawnicze wykształciły oparty na dostępie do publikowanych przez siebie artykułów model biznesowy, wykorzystując technologię paywall i pobierając opłaty za dostęp, tak instytucjonalny, jak i indywidualny, do cyfrowych treści naukowych. Ten stan rzeczy skłonił niektórych aktywistów do postulowania szerszego wykorzystania nowej technologii dla uczynienia informacji dostępniejszą dla ludzi. Jednym z najważniejszych przejawów tych dążeń była Budapeszteńska Inicjatywa Otwartego Dostępu (Budapest Open Access Initiative) z 2002.

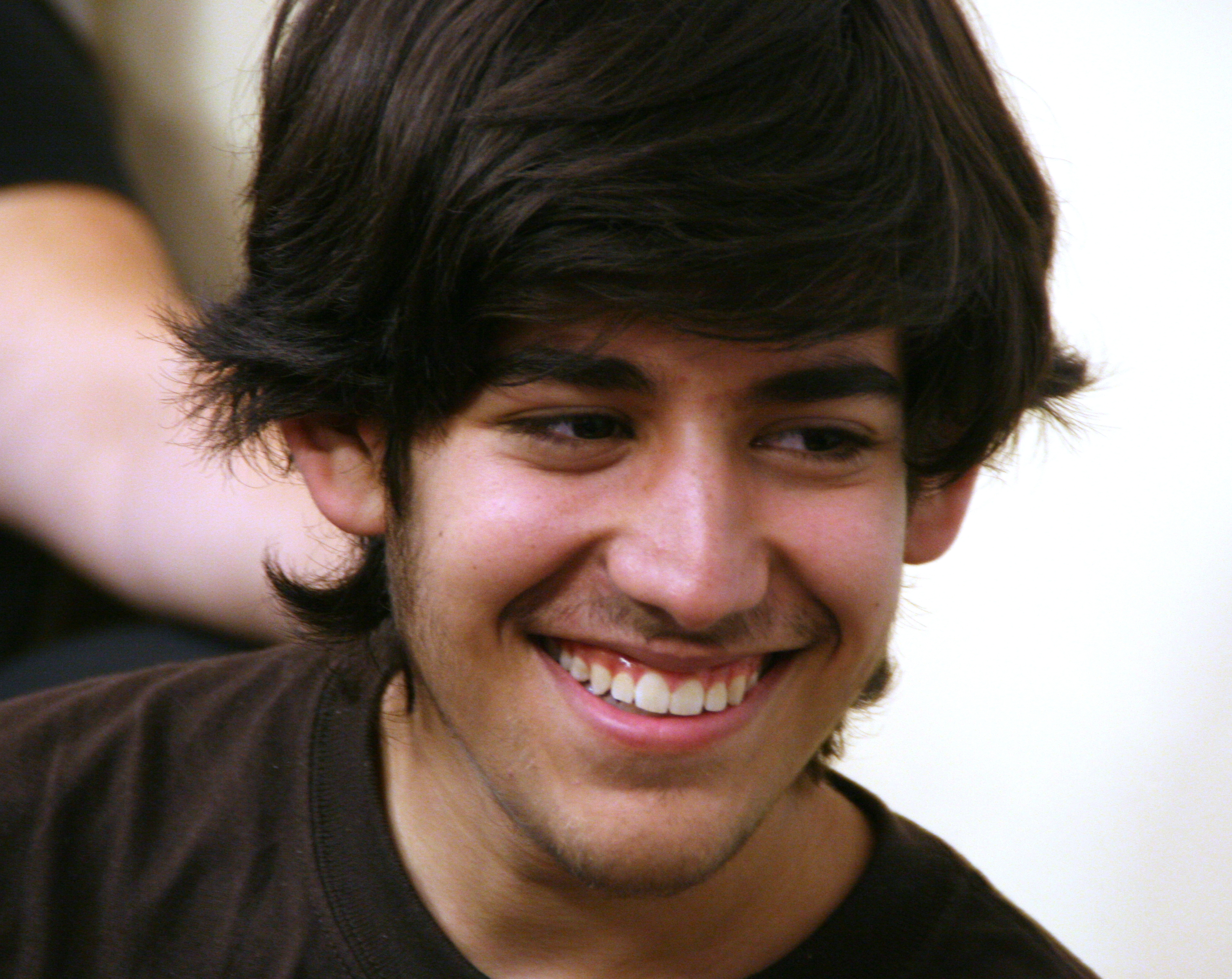
Aaron Swartz (2006)

Swartz jeszcze przed opublikowaniem Manifestu należał do grona działaczy na rzecz wolnego dostępu w Internecie. Podczas pobytu na MIT (jako finalista nagrody ArsDigita) poznał grupę ekspertów od technologii o podobnych poglądach. Był działaczem projektu Creative Commons, organizacji zajmującej się m.in. upowszechnianiem rozwiązań wolnego dostępu w Internecie. Jako programista pracował nad kodem repozytorium Open Library. W 2008, przed publikacją manifestu, współpracował przy akcji upublicznienia dokumentów amerykańskiego sądu federalnego (przy pomocy US Government's Public Access to Court Electronic Records, inaczej PACER). Swartz był utalentowanym programistą (współtworzył m.in. portal reddit oraz technologię RSS) i aktywnym działaczem internetowym. Swój manifest napisał podczas pobytu we Włoszech, gdzie uczestniczył w konferencji na temat przyszłości bibliotek.

## Analiza treści
Manifest Swartza otwierają stwierdzenia, że "informacja to władza", oraz że dostęp do wiedzy należy traktować jako prawo człowieka. Następnie autor skupia się na problemie dostępności materiałów naukowych i edukacyjnych on-line. Opowiada się za koniecznością uczynienia osiągnięć nauki wolnymi. Blokowanie dostępu do wiedzy identyfikuje jako problem zarówno społeczności akademickiej, jak i całego świata. Krytykuje przepisy prawa autorskiego jako wynikające z wpływów biznesu i będące pochodną chęci do zarabiania na nauce.
W treści Manifestu Swartz jako przykład firmy blokującej dostęp do wiedzy wymienił wydawnictwo Reed Elsevier. Jako główny cel ruchu wolnego dostępu uznał zapewnienie, aby naukowcy chcący udostępnić swoje prace nie napotykali trudności ze strony prawnej. Swartz zwrócił uwagę na narastające nierówności w dostępie do informacji, wiążąc je z nierównościami socjoekonomicznymi. Dzielenie się wiedzą i informacją scharakteryzował jako imperatyw moralny. W związku z tym za moralnie słuszne i mieszczące się w kryteriach obywatelskiego nieposłuszeństwa uznał działania mające zapewnić wolny dostęp do wiedzy, a łamiące prawo autorskie.

## Reperkusje i wpływ
Treść manifestu Swartza oraz jego działalność spotkały się z zainteresowaniem służb amerykańskich. Wcieleniem w życie idei guerilla open access była przeprowadzona przez Swartza akcja włamania się do bazy danych firmy JSTOR i przejęcia kontroli nad artykułami naukowymi znajdującymi się za paywallem. W 2013 U.S. Secret Service ujawniło część dokumentów z dochodzenia ws. Swartza, które świadczą, że służby dogłębnie rozpracowywały aktywistę i jego środowisko. Swartzowi w związku z włamaniem się do bazy JSTOR groziła kara do 50 lat pozbawienia wolności (wg niektórych opracowań 35 lat). Choć JSTOR zdecydowała się nie pozywać Swartza w trybie cywilnym, ciążyły na nim zarzuty z urzędu. W 2013 popełnił on samobójstwo.
Manifest oraz historia Swartza doprowadziły do fali krytyki wobec wydawnictw naukowych, zwłaszcza Elsevier. Krytyczni wobec Swartza działacze zwracali uwagę na nieskuteczność jego działań, zaznaczajac, że baza danych JSTOR ostatecznie nie została przez niego udostępniona. Inni skupiali się na nielegalnym charakterze działań, do których Swartz w swoim dokumencie namawiał.

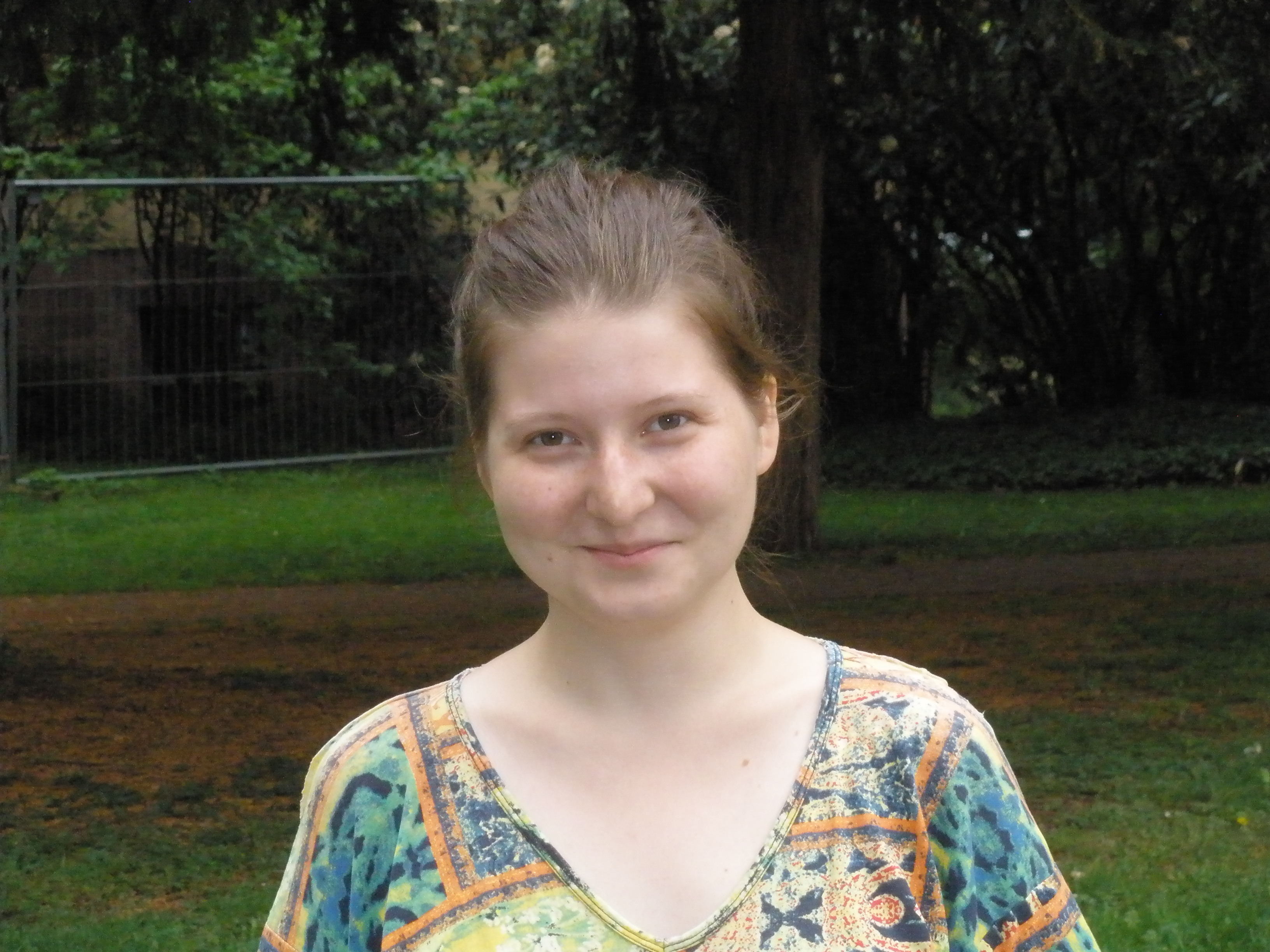
Aleksandra Ełbakjan (2010)

Manifest uznawany był za jeden z najważniejszych tekstów formułujących idee radykalnego odłamu ruchu wolnego dostępu. Tenże odłam od tytułu dokumentu określany jest niekiedy jako ruch Guerilla Open Access. Jednym z projektów wyraźnie wpisujących się w przekaz manifestu był założony przez Aleksandrę Ełbakian portal Sci-Hub, otwarte repozytorium zapewniające dostęp do kilkudziesięciu milionów artykułów naukowych, niejednokrotnie wbrew lokalnym przepisom prawa autorskiego. Poza Swartzem i Ełbakian większość aktywistów ruchu z uwagi na grożące im konsekwencje prawne zachowywała anonimowość; wśród najbardziej popularnych osób lub grup wymienia się m.in. te kryjące się pod pseudonimami bw, smiley czy ringo-ring. W 2012 działacze identyfikujący się z ruchem opublikowali dedykowany pamięci Swartza przewodnik praktycznego wykorzystania technologii dla celów zawartych w manifeście, zatytułowany Open Access Guerilla Cookbook.
Mniej radykalne inicjatywy ruchu open access zakładają propagowanie darmowego dostępu do kultury, działanie na rzecz zmian legislacyjnych promujących idee ruchu; ruch Guerilla Open Access bywał krytykowany przez aktywistów należących do tej grupy, zakładających, że odpowiedzialność za zmianę na rzecz wolnego dostępu leży po stronie prawodawców i środowiska naukowego (np. Peter Suber).